# Райстерс, Августс
Августс Рейнхолдс Райстерс (латыш. Augusts Reinholds Raisters; 4 (16) февраля 1888, Ранка — 9 февраля 1967, Голливуд) — латвийский архитектор.

## Биография
Окончил Рижский политехнический институт (1916), за дипломный проект удостоен премии имени Рейнберга. В годы военных действий на территории Латвии жил в России и на Украине, в 1919 г. вернулся в Латвию.
До 1924 г. возглавлял отдел сельскохозяйственного строительства в министерстве сельского хозяйства. Одновременно преподавал в Латвийском университете, с 1924 г. старший преподаватель, в дальнейшем возглавлял отделение гражданских инженеров на факультете сельского хозяйства. С 1939 г. профессор новосозданной Елгавской сельскохозяйственной академии. По проектам Райстерса в межвоенной Латвии было построено около 350 жилых и хозяйственных объектов, в том числе Латвийский дом учителя в Риге (ул. Медниеку, 7), Народные дома в Валке, Вилянах и Озолниеках. Опубликовал учебник «Сельскохозяйственное строительство» (латыш. Lauku saimniecibu izbuve; 1922). В 1926—1928 гг. председатель Латвийского общества архитекторов.
В 1944 г. покинул Латвию. В 1945—1947 гг. директор латышской школы в Мербеке. В 1947—1949 гг. профессор Балтийского университета в изгнании, в 1949 г. один из его национальных ректоров. С 1950 г. жил в США. Был одним из инициаторов создания Латышского культурного центра в Лос-Анджелесе. Автор мемуаров «Латвийский университет: начальные годы и дальнейшие шаги» (латыш. Latvijas universitāte: sākuma gadi un tālākās gaitas; 1965).
Офицер ордена Трех звёзд (1929).